# 孫連仲
孫連仲（1893年2月2日—1990年8月14日），字仿魯，直隶省雄縣（今河北省雄县）人。中华民国陆军二級上將。馮玉祥手下「十三太保」之一。抗日战争知名将领。

## 早年經歷
孫連仲生于一个富農家庭。最初孫連仲有志于学問，但伴随着清末的政治变動，孫連仲舍弃学問，转而从軍。早年入北洋第二镇王占元部为炮兵。1914年转入馮玉祥的第16混成旅。历任冯玉祥部下炮兵班长、连长、营长、团长。

## 中年經歷

### 国民軍時期
1924年（民国十三年）10月北京政变後，国民軍成立，孫連仲被任命为国民軍第一砲兵旅旅長。不久，升任騎兵第二師師長。孫連仲的部队是国民軍的精鋭，軍紀严正。後来，在北方各派的混战中，孫連仲以善战而著称。
五原誓師后，馮玉祥加入中国国民党，孫連仲隨之参加北伐战争，历任国民联军第十路司令，国民革命军第二集团军第二方面军总指挥，击败了直军、奉军。 
1928年9月，国民政府设置青海省，孫連仲被任命为第一任青海省政府主席。孫連仲虽然任职时间很短，但充分发挥了其内政手腕，调整了有关当地的回族馬氏等复杂的民族问题，经济建設初见端緒。
1929年8月，孫連仲转任甘肃省政府主席。
其後，馮玉祥不滿蒋介石的裁兵政策，與閻錫山、李宗仁等人討伐蔣軍，是為中原大战。任护党救国军西北第八路总指挥。中原大战中，任反蒋联军第二方面军第5路总指挥，参加陇海路方向作战。

### 国民革命军第二十六路军
馮玉祥西北军在中原大战中败北后，退到黄河以北的反蒋联军第二方面军第五路军总指挥孙连仲于1930年10月18日在新乡通电投蒋，10月26日被委为第二十六路军，合计五万余人。随后率该部到山东济宁就食整编：
- 第二十六路军总指挥孙连仲 参谋长赵璞（原青海省省会公安局长）/1931年5月由军官训练班主任赵博生接任。总参议田镇南（原青海省交通处长），参谋处长刘树栋，副官处长赵安仁（原孙部第三十一师副官长），军务处长李中立，军需处长袁其绂（原青海省政府秘书长），军医处长董丹麟（原青海省中山医院院长），政治处长马永安（原青海省联合处长），兵站处长马步才（原青海省粮食局长）
- 第25师：西北军董振堂第13师、季振同第14师（由冯玉祥总部手枪旅和炮兵营扩编成西北军总部警卫师）、李松昆第25师组建。孙连仲兼师长。未设师部。副师长马永安兼，参谋长刘树栋兼。1931年11月25日李松昆继任师长，正式设立师部，由王伯骧任参谋长。
  - 第73旅：原13师缩编，旅长董振堂。一团团长郭通培，二团团长张，三团团长曹金声。
  - 第74旅：原14师缩编。旅长季振同。四团团长黄中岳，五团团长张岚峰/刘毓祺/曹金声，六团团长张克明。
  - 第75旅：原25师缩编。旅长李松昆、张芳昭、刘振亚、张金照。七团团长杜幼鼎（新民），八团团长阎廷俊，九团团长张芳昭
- 第27师：西北军高树勋第12师及（第八师高致和）第16旅、（宋哲元第四路军周永胜第38师曹金声）第76旅等2个旅编成，师长高树勋兼。副师长朱明轩/1931年5月赵璞，参谋长赵璞兼。
  - 第79旅：旅长冯安邦，一团团长侯象麟，二团团长李锦亭，三团团长贾。后旅长池峰城。
  - 第80旅：旅长施积枢（未到职，由吕如珂代理），四团团长池峰城，五团团长王广田，六团团长王天顺。
  - 第81旅：旅长王恩布。七团团长杨守道，八团团长黄樵松，九团团长。
- 骑兵第4师：西北军骑兵第一师张华堂部、骑二师第六旅祝常德等两旅编成。师长关树人（原西北军骑兵第3师师长。刘汝明的二妹夫），副师长张华棠，参谋长严惟琮
  - 第7旅：原骑一师主力，旅长张华堂兼。
  - 第2旅：原骑二师第六旅附骑一师一部。旅长祝常德
- 直属炮兵团长郑锡安

1931年初，第26路军调到南京浦口，又进行了整编。1931年4月，蒋介石调集20万大军分4路对中央苏区进行第二次围剿。蒋介石任命孙连仲为江西清乡督办，命令该部的2个炮团和骑兵师等部留在江北，总指挥部直属队和两个师，约2.7万人开赴江西围剿中央红军。1931年5月，高树勋第27师首先出动，第81旅在江西永丰县中村地区被红军歼灭，师部和前去增援的第79旅遭受重创，千余士兵被红军俘虏。不久被俘士兵和军官就被红军释放回来了。此战之后，孙连仲收缩兵力固守不前。第二十六路军下组建第十七军，军长高树勋，辖第25、第27师，李松昆继任第25师师长。孙连仲公开要把第26路军编为两个纵队，分别由董振堂、李松昆任长官，高树勋残部也将编入，委任高树勋为前敌总指挥；为此，军长高树勋到南昌称病不归，组建第十七军未实施。1931年7月蒋介石坐镇南昌调集30万人开始第三次围剿中央苏区红军。红军主力采取诱敌深入战略，全歼上官云相第47师的第2旅、师部特务营、第54师师部和两个旅大部，又乘胜在黄陂围住敌第8师毛炳文等部，歼敌4个团，尔后回到兴国县境内休整。 蒋介石令第26路军进至赣南宁都，处于红军半包围，董振堂后来写的《第26路军举行暴动的计划》称路军兵力分布情况为“全部麇集宁都城，周围尽是赤色区域，米菜都买不到。”孙连仲本人请假赴南京治牙，部队交由参谋长赵博生指挥，多位旅长、师长长期不在宁都城。孙连仲赴南京前，提拔李松昆为第25师师长、路军代理总指挥，张芳昭升任第75旅旅长。但李松昆威望不足，实际管不了事，将领们不听其指挥，参谋长赵博生实际上掌握着全军。1931年12月14日，赵博生同第73旅旅长董振堂、第74旅旅长季振同率两旅、第二十六路军直属队及第27师一部共1.7万人宁都起义编为红一方面军红五军团。二十六路军随后整编，2个师从3旅9团制改为2旅4团制，骑兵第4师番号撤销，所属祝常德旅改为74旅编入25师，张华堂旅改为骑兵16旅/路军补充旅/独立44旅，直属路军，另以原25师残部整编为73旅。赵璞复任路军参谋长。
- 第25师师长李松昆，参谋长王伯骧
  - 第74旅：原骑四师第八旅。旅长冯安邦。一四七团团长张克明，一四八团团长杜幼鼎。
  - 第75旅：旅长张金照（张芳昭），一四九团团长阎廷俊，一五零团团长黄。
- 第27师 高树勋兼，副师长王恩布，参谋长赵璞兼
  - 第79旅：旅长吕如珂/池峰城。一五七团团长侯象麟，一五八团团长黄樵松
  - 第80旅：旅长王天顺。一五九团团长池峰城，一六零团团长杨守道
- 独立第44旅：旅长张华棠，参谋长张尔共，团长吴鹏举，仲得山

1932年04月19日兼任贛粵閩邊區剿匪總司令部第九路军司令。1932年8月，该路军在宜黄被红军击败，第17军军长高树勋被国民政府明令撤职并通缉在案，第17军番号亦撤销，该路军整编，将25、27师合编为27师，孙连仲兼师长，副师长李松昆，参谋长赵璞兼，七十九旅旅长池峰城，团长侯象麟、黄樵松；八十旅旅长冯安邦，团长阎廷俊、郭通培。路军辖第27师及独立第44旅。
1933年6月22日，以第26路军所属第27师和独立第44旅编成第四十二军，调第三十军军长张印湘为军长，张拒不接受，1933年7月24日被免职并关押于南昌行营，1935年被枪决，年仅26岁。1933年8月23日孙连仲兼任第四十二军军长，仍隶第26路军，冯安邦接任27师师长。1933年9月，孙连仲奉命赴鄂豫皖整理接收第三十军，1934年初率第三十军及所属第30、31师入赣隶属第26路军参加对中央苏区第五次围剿。1933年6月，第三十军军长兼第30师师长彭振山被免职，由孙连仲兼军长及师长。此时，孙连仲身兼第二十六路军总指挥、第三十军军长、第四十二军军长、第30师师长。1934年，国民党五大当选中央监察委员。
1934年10月中央红军长征后，该路军改编，独立第44旅从第四十二军改为直属路军，随后调湘鄂川黔苏区围剿贺龙、萧克部红二、六军团。1935年10月路军调苏州、淮阴等地，参加国防工整的构筑和导淮工程。1935年11月，原31师师长李敬明他调，池峰城接任师长。1935年4月4日叙阶陆军中将，1936年晋升二级陆军上将。1936年西安事变后，该军驻河南信阳、确山一带。1937年6月，张金照代理30师师长。完成了孙连仲嫡系对第三十军的换血。
抗战爆发后，路军于1937年7月12日奉命支援华北战场，参加娘子关保卫战。8月25日，田镇南接任第三十军军长，冯安邦接任第四十二军军长。1937年9月13日，路军改称第1军团，孙连仲任军团长。1937年10月初编入刘峙的第二集团军，孙连仲任集团军副总司令兼第一军团长。至此第二十六路军历史结束。

### 抗日战争時期

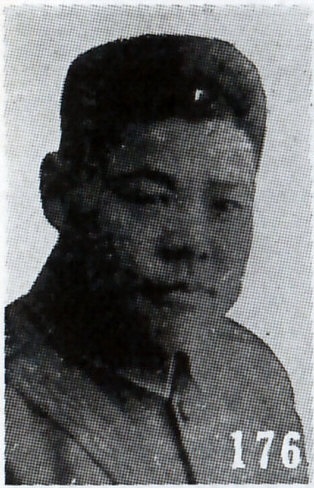
孫連仲（《最新支那要人传》，1941年）

1937年（民国26年），抗日战争爆发后，孫連仲任第2集团軍副总司令兼第1軍团司令，参加作战，随后接替因恐惧日軍而逃亡的劉峙而出任总司令。
民国27年（1938年）的台兒莊戰役中，孫連仲在第五战区司令長官李宗仁指揮下，与板垣征四郎率领的第5師团、磯谷廉介率领的第10師团作战。孫連仲的勇猛战斗扩大了战果，与第60軍軍長盧漢同时受到蒋委員長的赞赏。
1942年，孙连仲升任第六战区副总司令。1945年6月26日，國民政府任命孫連仲兼任河北省政府主席，原任馬法五免職:7746。因与日軍不断作战取胜，孫連仲于1945年7月升任第十一战区司令長官。抗日战争结束後，孫連仲负责北平、天津地区日軍的受降事宜。
抗日战争结束后，孫連仲的部队非中央軍，待遇较中央軍差距很大，孫連仲对此十分不满。

### 第二次國共內戰時期
1945年6月26日出任河北省政府主席。
在第二次國共內戰中，孫連仲所部从豫北向冀南进攻，企图打通平汉铁路，与中国共产党軍队交手，1945年10月北上接收河北爆發漳河戰役（邯郸战役），11戰區副司令長官兼新八軍軍長高樹勛率部投共，另一位副司令長官兼第四十軍軍長馬法五被俘，部隊幾乎遭到全殲，损失较抗日战争時尤大。
作为河北省保安司令，1945年11月22日开始编练保安部队，设15个保安区，每个保安区编练3个团。至1946年2月组建了32个保安团。1946年3月被缩编为25个团，多余的部队补充正规军。1946年4月，国民政府行政院颁布《各省保安团队整理实施办法》，规定各省保安团队裁减三分之一，名称改为保安总队，辖3个大队、1个通信分队、1个医务所。每个大队辖4个中队。每个中队辖3个分队。总队计有官佐98人、兵士1690人、合计1788人。至1946年5月1日，河北省保安部队整编为14个总队、1个训练大队（不久改为保安干部训练所）。1946年6月内战爆发后，7月增编5个保安总队及永年区保安总队。
1947年2月第十一戰區長官部改組成立保定綏靖公署，負責河北一帶與共軍作戰，石家莊戰役後共軍奪取石门市（今石家庄市），晋察冀边区和晋冀鲁豫边区连成一片，河北局勢危急。
1947年10月，河北省政府由保定迁至北平市。1947年11月，国防部下发《保安团编制系统表》，每团辖3个营、1个搜索连、1个迫击炮连及新闻室、通信排、输送连、卫生队；每营辖3个步兵连（140人）、1个重机枪连（89人）；全团计有官兵2450人。河北省有16个保安团。1947年11月合併張垣、保定兩個綏靖公署成立華北剿匪總司令部。1947年11月底，蒋介石视察北平。孙连仲提出辞职，蒋介石同意。1947年12月，孙连仲调往首都南京，任首都卫戍司令。1947年12月16日，行政院第24次会议决议，接受河北省政府委员兼主席孙连仲辞职，免除相应的“本兼各职”:21。
1948年6月，奉令特派为总统府参军长，掌管军令宣达、文件承转及总统府行政事务。
1949年1月蒋介石引退后，孙连仲亦辞职到上海暂住。1949年3月，孙偕夫人罗毓凤飞往台湾。

## 晚年
在台初任总統府战略顧問，1956年1月退役。任总統府国策顧問；后由蒋介石提名为中国国民党中央評議委員，还曾任中國國民黨中央紀律委員會委員，並和龐炳勛合開餐館。
1990年（民国79年）8月14日，孫連仲在台北市病逝。享年98岁（满97歲）。

## 家庭
- 大夫人：蘇氏
  - 長子：孫湘德，中華民國陸軍將官。與宋哲元次女宋景憲結婚。
    - 孫：孫大強、孫大棣、孫大宇、孫大偉四人。

  - 長女：孫惠書。
- 二夫人：羅毓鳳，大清前端王載漪之孫女，溥僎八女。
  - 子：孫鹏九、孫鹏程、孫鹏萬。
  - 女：孫少茹（曾在意大利音乐学院深造，1963年获法国国际声乐比赛第一名，1977年12月8日因肺癌病逝於舊金山，享年48歲；次年2月安葬臺北市大直天主教公墓 [4]）、孫幼茹、孫小茹。